# Parque Ecológico Pico do Cabugi

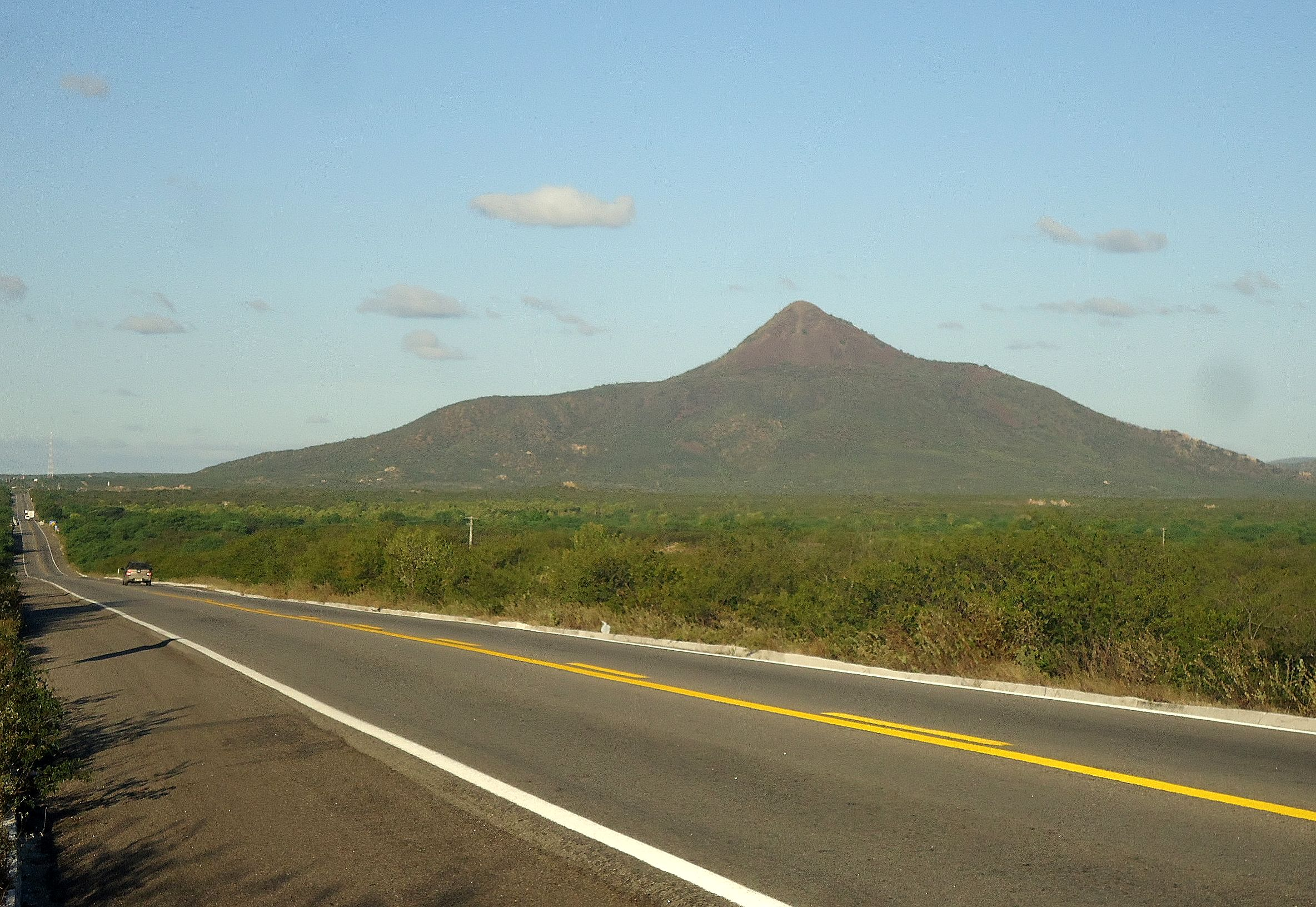
O parque às margens da BR-304, que liga Natal a Mossoró

O Parque Ecológico Estadual do Cabugi está localizado na cidade de Angicos no estado do Rio Grande do Norte sendo tombado pela Lei Estadual n.º 5.823 de 7 de dezembro de 1988 e Portaria Estadual 446 de 31 de agosto de 1989 com o objetivo de preservar a formação geomorfológica do Pico do Cabugi e fauna e flora do ecossistema da Caatinga.
Apesar de ser criado no ano de 1988, o parque apresenta problemas fundiários, não está cercado e nem opera visitação pública, apesar de ser permitido o uso para pesquisa científica, educação ambiental, lazer e geoturismo.